# Estigmene quadriramosa
Estigmene quadriramosa är en fjärilsart som beskrevs av Vincenz Kollar 1844. Estigmene quadriramosa ingår i släktet Estigmene och familjen björnspinnare. Inga underarter finns listade i Catalogue of Life.